# Henryk Kamieniecki (zm. 1494)
Henryk Kamieniecki herbu Pilawa (ur. w Odrzykoniu, zm. 23 sierpnia 1494) – starosta bełski (1493–1494), współwłaściciel z braćmi zamku kamienieckiego i klucza odrzykońskiego wraz z dobrami wielopolskimi i wsi w powiecie strzyżowskim.

## Życiorys
Był synem Henryka Andreasa Kamienieckiego (1430–1488) i Katarzyny Pieniążkównej, córki Mikołaja Pieniążka.
Miał pięciu braci; Mikołaja, Jana, Stanisława, Klemensa, Marcina i trzy siostry, z których jedna wyszła za   Mikołaja Strzyżewskiego.
W 1474 r. wspólnie z ojcem i braćmi bronił zamku w Odrzykoniu, przed atakiem przez wojska węgierskie Macieja Korwina.
W 1493 r. jego brat Mikołaj Kamieniecki, ze względu na otrzymane starostwo sanockie, ustąpił mu starostwo bełskie.
W 1494 r. brał udział i ze znacznym, swoim, kosztownym, oddziałem zaciężnym, w wyprawie na Wołyń i Podole przeciw Tatarom.
Zginął w 23 sierpnia 1494 w bitwie pod Wiśniowcem na Wołyniu, gdy  wojska polsko-litewskie zostały rozbite przez przeważające siły tatarskie. Nie pozostawił potomków.